# Otacilia shanxi
Espèce
Otacilia shanxi est une espèce d'araignées aranéomorphes de la famille des Phrurolithidae.

## Distribution
Cette espèce est endémique du Shanxi en Chine,. Elle se rencontre dans le xian de Yicheng.

## Description
Le mâle holotype mesure 2,64 mm et la femelle paratype 4,11 mm.

## Étymologie
Son nom d'espèce lui a été donné en référence au lieu de sa découverte, le Shanxi.

## Publication originale
- Mu & Zhang, 2021 : « Seven new Otacilia Thorell, 1897 species from China (Araneae: Phrurolithidae). » Zootaxa, no 5032(4), p. 533-548.